# Argia fulgida
Argia fulgida là một loài chuồn chuồn kim trong họ Coenagrionidae.
Argia fulgida được Navás miêu tả khoa học năm 1934.